# Angola Music Awards de 2018
O Angola Music Awards 2018 é a sexta edição que ocorreu de 5 de Maio de 2018 e terminou no dia seguinte, a cerimónia ocorreu no pavilhão Helmarc Arena do Kilamba.

## Maior número de vitórias
- Filho do Zua 3 (incluindo melhor produção musical).

## Maior número de indicações
- Dj Dias Rodriguez 11

- Telma Lee 8 (passou da mais nomeada

a não premiada).

## Kelly Silva AMA 2018
Kelly Silva fez uma atuação de ouro cantando ao som de Cinco Minutos.

## Da Beleza atira dinheiro ao público
A grande atração da noite Da Beleza, atirou dinheiro ao público, num valor avaliado em 500 mil kwanza's.

“Sou maluco sim, mas um maluco com dinheiro.” — Da Beleza

## Performances dos AMA 2017-2018
Os seguintes artistas se apresentaram na premiação entre 2017 e 2018.

| Artista(s)      | (2017-18)   |
| --------------- | ----------- |
| Kelly Silva     | "2018"      |
| Jay Oliver      | "2018"      |
| Da Beleza       | "2018"      |
| Telma Lee       | "2018"      |
| Duc & Nico      | "2018"      |
| Liriany Castro  | "2018"      |
| Landrick        | "2018"      |
| Anna Joyce      | "2017"      |
| Jessica Pitbull | "2017-2018" |
| Noite Dia       | "2017-2018" |